# Сантос, Бьянка
Бьянка Сантос (англ. Bianca Santos; род. 26 июля 1990) — американская актриса, наиболее известна по ролям Лекси Риверы в сериале «Фостеры», Люси Велес в сериале MTV «Хэппиленд», и Кейси в фильме «Простушка».

## Биография
Родилась в Санта-Монике, Калифорния. Имеет кубинское и бразильское происхождение. Свободно говорит на испанском и португальском языках. Посещала Калифорнийский Лютеранский университет по специальности психология и факультатив по социологии.
Вскоре после окончания учёбы она вернулась домой с родителями и брала уроки актёрского мастерства. В мае 2013 года было объявлено, что Сантос присоединится к актёрскому составу нового сериала «Фостеры». Снялась в фильме ужасов 2014 «Уиджи. Проклятие доски дьявола» и в роли Люси Велес в оригинальном шоу MTV «Хэппиленд». В 2016 году она вернулась в сериал «Фостеры».

## Фильмография
| Год       |     | Русское название          | Оригинальное название    | Роль             |
| --------- | --- | ------------------------- | ------------------------ | ---------------- |
| 2013      | кор | —                         | The Player               | н/д              |
| 2013      | тф  | —                         | Brodowski & Company      | Анна             |
| 2013      | кор | —                         | Bitter Strippers         | Нелли            |
| 2013      | тф  | Ченнинг                   | Channing                 | Синди            |
| 2013—2016 | с   | Фостеры                   | The Fosters              | Лекси Ривера     |
| 2014      | ф   | Уиджи: Доска Дьявола      | Ouija                    | Изабель          |
| 2014      | с   | Хэппиленд                 | Happyland                | Люси Велес       |
| 2015      | ф   | Простушка                 | The Duff                 | Кейси            |
| 2015      | тф  | —                         | Dream Americano          | Эрменеджильда    |
| 2016      | ф   | Маленькая мёртвая шапочка | Little Dead Rotting Hood | Саманта          |
| 2016      | кор | —                         | Beauty of Dirt           | Энджел           |
| 2016      | ф   | Бесценная                 | Priceless                | Антония          |
| 2016      | ф   | —                         | Wild for the Night       | Оливия           |
| 2016      | кор | —                         | The Golden Year          | Эмбер            |
| 2016—2018 | с   | Хэппиленд                 | Keeping It 100           | Бобби            |
| 2017      | тф  | —                         | Happily Never After      | Виктория         |
| 2017      | кор | —                         | The Suitcase             | Келли Барралес   |
| 2017      | ф   | —                         | SPF-18                   | Камилла Барнс    |
| 2017      | ф   | Отомстить за воронов      | Avenge the Crows         | Инес             |
| 2017      | ф   | —                         | The Best People          | Бьянка           |
| 2018      | кор | Алкохолокост              | Alcoholocaust            | Лили             |
| 2019      | с   | Плащ и Кинжал             | Cloak & Dagger           | Дел              |
| 2019      | кор | —                         | Don’t Say No             | Кристи           |
| 2019      | с   | Всем встать               | All Rise                 | Оливия Маклиланд |
| 2019      | с   | Наследие                  | Legacies                 | Майя             |